# Obnuntiatio
Obnuntiatio era una dichiarazione di segni sfavorevoli di un augure al fine di sospendere, annullare o posticipare un piano d'azione proposto. La procedura poteva essere eseguita solo da un funzionario che aveva il diritto di osservare presagi ( spectio ).  
L'unica fonte per il termine è Cicerone, un politico conservatore e lui stesso un augure, che si riferisce ad esso in diversi discorsi come un baluardo religioso contro politici e tribuni popolari. I suoi dettagli e meccanismi sono sconosciuti; potrebbe derivare da un intervento radicale nella legge augurale tradizionale di una Lex Aelia Fufia civile, proposto dai tradizionalisti dominanti nel tentativo di bloccare l'approvazione delle leggi popolari e utilizzato intorno al 130 a.C. La legislazione di Publio Clodio Pulcro come Tribuno delle plebe nel 58 a.C. mirava a porre fine alla pratica, o almeno a ridurre il suo potenziale di abuso; obnuntiatio era stata sfruttata l'anno precedente come una tattica ostruzionistica da Giulio Cesare consolare collega Marco Calpurnio Bibulo. Il fatto che le leges clodiae non abbia privato tutti i promotori o i magistrati del privilegio è indicato dall'uso dell'obnuntatio di Marco Antonio all'inizio del 44 a.C. per fermare le elezioni consolari.